# Dekartellierung
Dekartellierung (amerikanisiert und häufiger: Dekartellisierung) ist eine staatliche Politik zur Auflösung von Kartellstrukturen in der Wirtschaft.

## Geschichte
Bis zum Zweiten Weltkrieg war der Begriff ‚Dekartellierung‘ unbekannt. In der europäischen Wirtschaft war – in aufbauender Weise – die Kartellierung oder Kartellbewegung wirksam. Zersetzungserscheinungen oder abbauende Maßnahmen wurden mit Kartellbruch, Kartellauflösung oder Kartellverbot bezeichnet. In den USA gab es die Antitrust-Gesetzgebung.
Der Begriff der ‚decartelization‘ kam während des Zweiten Weltkriegs auf als ein politisches Programm der USA zur weltweiten Zerschlagung von Kartellstrukturen. Insbesondere die Kriegsgegner Japan und Deutschland sollten wirtschaftlich umgestaltet werden.

## Umsetzung in Deutschland
Für Deutschland, das als Kernland des „cartelism“ erkannt wurde, war im Potsdamer Abkommen vom Juli 1945 beschlossen worden:
“[…] the German economy shall be decentralized for the purpose of eliminating the present excessive concentration of economic power as exemplified in particular by cartels, syndicates, trusts and other monopolistic arrangements.”
Aus Sicht der Amerikaner setzen sich ein funktionierendes parlamentarisch-demokratisches System und eine auf Markt und Wettbewerb hin orientierte Wirtschaft gegenseitig voraus. Wo immer ein autoritärer, wettbewerbsfeindlicher Kapitalismus der Kartelle und Monopole bestand, lief auch die Demokratie in Gefahr in autoritäre Formen umzukippen. Nach verbreiteter Auffassung bildete das deutsche Kartellsystem die ökonomische Basis des Faschismus.
Im Zuge dieser Politik wurden Großkonzerne wie die I.G. Farben und die Vereinigten Stahlwerke zerschlagen. Das Bankensystem wurde entflochten.
Maßnahmen zur Unterdrückung unternehmerischer Kooperationen, also echter Kartelle, ergänzten die Veränderung der Konzernstrukturen und Beteiligungsverhältnisse.
Der Leiter des Amtes für Entkartellisierung James Stewart Martin trat im Juli 1947 zurück. Er erklärte dies mit den Worten:

„Ich bin aus Protest gegen die Machenschaften der großen amerikanischen Gesellschaften in Deutschland, vor allem der General Electric Company, der General Motors und der Standard Oil Company zurückgetreten. Das amerikanische Volk wird von monopolistischen Gruppen geleitet, die ihre eigenen Auffassungen darüber haben, wie Deutschland zu behandeln ist. Meine Bemühungen sind durch die interessierten amerikanischen Gruppen, die im Herzen Europas ein monopolistisch kontrolliertes Deutschland errichten wollen, zunichte gemacht worden.“

Die deutsche Industrie, besonders die Ruhrindustrie, protestierte lautstark gegen die Dekartellisierung. Als Ludwig Erhard 1949 das Alliierte Kartellverbot in einem Wettbewerbssicherunggesetz festschreiben wollte, erreichte sie, dass der Entwurf in der ersten Legislaturperiode bis 1953 nicht ratifiziert werden konnte. Allmählich konnte der Widerstand der Kartellisten und der akademischen Theoretiker überwunden werden. Unternehmer aus den Branchen Elektrotechnik, Chemie und Maschinenbau befürworteten den Umbau der Industriestruktur. 1956 konnte dann das stark verwässerte Gesetz am Ende der Legislaturperiode in letzter Minute verabschiedet werden.
Für Werner Plumpe wäre es hoch interessant zu untersuchen, wie die, in einer eigentümlichen Allianz von Trust-Bustern der Roosevelt-Administration, Marxisten, Sozialdemokraten, Liberalen und Vertretern der Frankfurter Schule geteilte Auffassung, der Nationalsozialismus sei eine Inszenierung der Großindustrie gewesen, derartige Prominenz gewinnen konnte, dass sie zumindest bis zum Ende der 1940er Jahre die amerikanische Besatzungspolitik und das Entflechtungsverfahren maßgeblich bestimmte.

## Umsetzung im Ausland
In Japan wurden Ende der 1940er Jahre die Zaibatsu, marktmächtige Konzern-Konglomerate, aufgelöst.
Die USA betrieben in der westlichen Welt eine umfangreiche Propagandaarbeit für ihr neoliberales Wirtschaftssystem. U.a. in Frankreich führte dies zeitweilig zu einer erheblichen Verstimmung über diese Versuche einer Bevormundung.